# Bulgarien beim Eurovision Young Musicians
Übertragende Rundfunkanstalt

Erste Teilnahme
2012
Bisher letzte Teilnahme
2012
Anzahl der Teilnahmen
1
Höchste Platzierung
k. A.
Dieser Artikel befasst sich mit der Geschichte Bulgariens als Teilnehmer des Wettbewerbs Eurovision Young Musicians.

## Regelmäßigkeit der Teilnahme und Erfolg im Wettbewerb
Bulgarien nahm bisher einmal am Eurovision Young Musicians teil. 2006 wurde der Fagottist Ivan Szvetozarevo Gerasimov zum Wettbewerb entsandt, er schied jedoch bereits im Halbfinale aus. Zuletzt äußerte sich der zuständige Sender BNT im Jahr 2018 zu einer nicht Teilnahme und begründete diese mit fehlenden finanziellen Mitteln.

## Liste der Beiträge
Farblegende: – 1. Platz. – 2. Platz. – 3. Platz. – ausgeschieden im Halbfinale/in der Qualifikation. – keine Teilnahme/nicht qualifiziert.
| Jahr                                         | Interpret                   | Instrument               | Stücke                   | Platz Finale             | Platz Halbfinale         | Nationale Vorentscheidung |
| -------------------------------------------- | --------------------------- | ------------------------ | ------------------------ | ------------------------ | ------------------------ | ------------------------- |
| 2006                                         | Ivan Szvetozarevo Gerasimov | Fagott                   | unbekannt                | ausgeschieden            | k. A. / 9                |                           |
| 2008 2010 2012 2014 2016 2018 2020 2022 2024 | Auf Teilnahme verzichtet    | Auf Teilnahme verzichtet | Auf Teilnahme verzichtet | Auf Teilnahme verzichtet | Auf Teilnahme verzichtet | Auf Teilnahme verzichtet  |